# جمهورية بولندا الاشتراكية السوفيتية

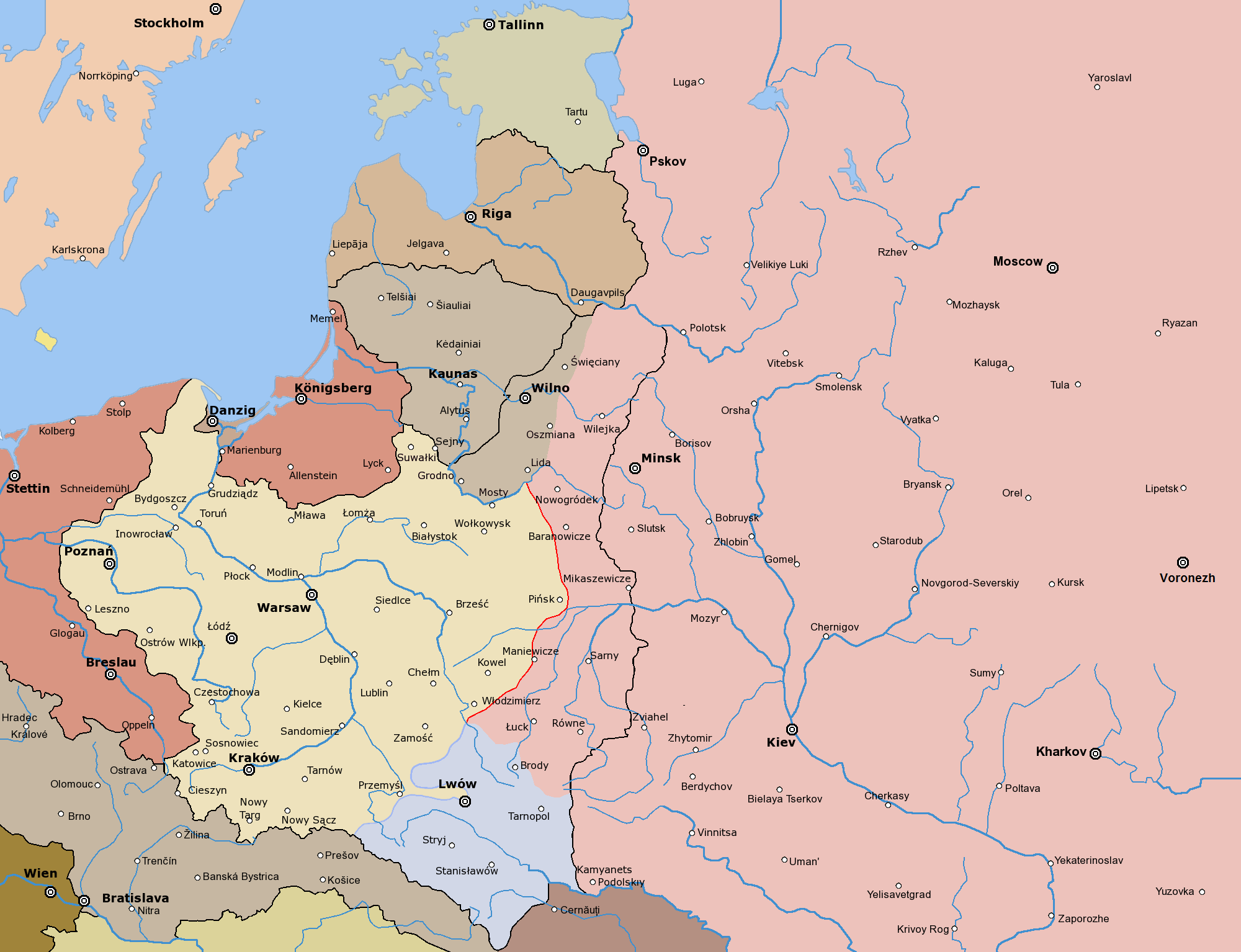
بولندا في مارس 1919، قبل بداية الحرب البولندية السوفيتية.

جمهورية بولندا الاشتراكية السوفيتية، كانت مقترحًا قدمته اللجنة الثورية البولندية المؤقتة لتأسيس جمهورية تنضم إلى الاتحاد السوفيتي للسكان البولنديين، وهي فكرة ظهرت خلال الحرب البولندية السوفيتية عام 1920. افترضت الفكرة تشكيل الجمهورية السوفيتية من أراضي الجمهورية البولندية الثانية، عقب الانتصار السوفيتي في الحرب، ولكن لم يتم تنفيذها أبدًا، حيث انتصرت بولندا بالحرب في عام 1921.

## التاريخ
تم اقتراح الفكرة في عام 1920 من قبل اللجنة الثورية البولندية المؤقتة خلال الحرب البولندية السوفيتية. افترضت الفكرة إنشاء جمهورية مؤسسة للاتحاد السوفيتي للسكان البولنديين من الأراضي المحتلة التابعة للجمهورية البولندية الثانية، إذا انتصر السوفييت في الحرب.
تم تشكيل اللجنة الثورية البولندية المؤقتة من قبل الحزب الشيوعي السوفيتي، كحكومة مؤقتة من أراضي بولندا التي تم احتلالها خلال الحرب. لقد أعلنت اللجنة حكمها على الدولة في 30 يوليو 1920، في بياويستوك، أول مدينة رئيسية في غرب خط كورزون. أعلنت اللجنة خطتها لإنشاء جمهورية بولندا الاشتراكية السوفيتية في بيانها للطبقة العاملة البولندية في المدن والقرى (بالبولندية: Manifest do polskiego ludu roboczego miast i wsi) بواسطة فليكس دزيرجينسكي، والتي تم الإعلان عنها في فيلنيوس في 30 يوليو 1920. ذكر البيان أن اللجنة خططت لإنشاء جمهورية سوفيتية بعد السيطرة على بولندا بأكملها.

## اقتباسات